# Melfi
Melfi er en by i provinsen Potenza, der indgår i regionen Basilicata i Italien. Indbyggertallet er 17.333. Byen ligger for foden af Vulture-bjerget og er den vigtigste handels- og turistby i Vulture-området. Navnet Melfi kommer formentlig fra det gamle navn for floden ved byen, Melpes, omtalt af Plinius den Ældre

## Historie
I før-romersk tid var området beboet af dauniere og lukanere. Romerne kom til stedet i 291 f.kr. og grundlagde kolonien Venusia. Da romerriget var brudt sammen, fik Melfi ny betydning, fordi den kom til at ligge på grænsen mellem de lombardiske fyrstedømmer og provinserne under det Byzantinske rige. Melfi blev erobret flere gange i takt med, at magtbalancen i området skiftede, indtil byen i 1043 blev overtaget af normanneren Vilhelm Jernarm. Han var i 1042 udpeget som leder af de normanniske riddere, og han fik titlen greve af Apulien. Dermed blev Melfi udgangspunkt for Hauteville-familiens erobring af Syditalien, som i starten af det 12. århundrede førte til dannelsen af kongeriget Sicilien.
I 1059 blev Melfi officielt hovedstad i hertugdømmet Apulien. Pave Nikolaus 2. holdt en synode i byen samme år, og der blev holdt en ny synode i 1109. I 1231 udstedte kejser Frederik 2. Melfi-konstitutionen, der effektiviserede hans magt over imperiet. Han skabte et bureaukrati af lønnede embedsmænd, som blandt andet opkrævede skat hos de lokale, modstræbende lensmænd.
Senere led byen samme skæbne som resten af Kongeriget Napoli og oplevede en lang epoke med tilbagegang. Det blev ikke bedre af, at området blev ramt af en række jordskælv.
Byen kom lidt til hægterne i starten af det 19. århundrede og har oplevet yderligere fremgang, efter at bilfirmaet FIAT i 1991-93 byggede en bilfabrik i kommunen. Her produceres årligt op til 450.000 biler, primært Fiat Grande Punto og Lancia Ypsilon. Produktionen er dog en del reduceret under den aktuelle krise (2008-2009).

## Seværdigheder
Byen ligger langs de normanniske mure, med deres forskellige porte, hvoraf den mest iøjnefaldende er Venosina-porten. Den stammer fra begyndelsen af det 13. århundrede og har en spidsbuet portåbning med cylindriske tårne på begge sider.
De vigtigste seværdigheder er:
- Palazzo del Vescovado (Biskoppens palads), bygget i det 11. århundrede, men totalt ombygget i barokstili det 18. århundrede.
- Duomo (Katedralen) Santa Maria Assunto, som nu også fremtræder i barokstil, men som har bevaret de originale normanniske klokketårne. Den indvendige udsmykning omfatter blandt andet en storslået fresko fra det 13. århundrede, Madonna med barn og engle. Katedralen er påbegyndt i 1076 på initiativ af hertug Robert Guiscard.
- Borgen, der dominerer hele byen. Den er bygget af normannerne i det 11. århundrede, og der ser ikke ud til at have været andre borge på stedet før den. Man har i hvert tilfælde ikke fundet spor af lombardiske eller byzantinske byggerier. Oprindeligt var den sikkert bare en simpel, rektangulær konstruktion med firkantede tårne og med yderligere et par tårne til at forsvare hovedporten. En af de indre bygninger blev i løbet af det 16. til 18. århundrede omdannet til et adeligt palads ved at bygge flere mure mellem tårnene. I Anjou-dynastiets regeringstid i Syditalien blev borgen kraftigt udvidet i form af en ny afdeling på skråningen ned mod Melfi-floden med bygninger i flere niveauer. Borgen fungerede som residens for Beatrice af Province, der var gift med kong Karl 1. af Anjou. De senere aragonske konger gav den til Caracciolo-slægtens Candida-gren, som udbyggede den side, der vender ned mod byen, og forsynede borgen med en voldgrav. Senere kom borgen i Doria-familiens eje.
- Siden 1976 har borgen huset Museo Nazionale Archeologico Melfese, som er et arkæologisk museum. Her opbevares forskellige fund fra området, helt fra de ældste forhistoriske tider, til de forskellige bosættelser, dauniske, samnittiske, lukaniske og romerske. Det mest kendte museumsstykke er sarkofagen fra Rapolla, et vigtigt eksempel på kejserlig skulptur fra det 2. århundrede, genfundet i 1856. Der er samlinger fra arkaisk tid (7. til 6. århundrede f.Kr.) med begravelsesudstyr for mænd og kvinder, herunder lamper i rav. Fra det 5. århundrede f.Kr. er der hellenistiske fund, blandt andet røde figurer i keramik (figulae). Der er også samnittiske fund fra det 5. – 3. århundrede f.Kr., mest i ben og elfenben, samt keramik fra Canosino.

## Befolkningsudvikling
Melfi oplevede lige som mange andre syditalienske byer tilbagegang i befolkningstallet fra 1960'erne, og fraflytningen skyldtes primært arbejdsløshed. Senere er udviklingen vendt.

## Eksterne links
- Nationale arkæologiske museum i Melfi
- Melfi, the Norman's city (Webside ikke længere tilgængelig) Kultur- og turistinformation
- APT Basilicata – Turistinformation om Melfi Arkiveret 22. august 2021 hos  Wayback Machine
- Sagra della Castagna – Sagra della Varola (festivaller) Arkiveret 3. oktober 2009 hos  Wayback Machine
- Santa Margherita krypten Arkiveret 27. september 2007 hos  Wayback Machine
- A.S. Melfi fodbold – serie C2 Arkiveret 8. marts 2020 hos  Wayback Machine
- Melfi's borg Arkiveret 5. november 2007 hos  Wayback Machine
- ViviMelfi Arkiveret 6. april 2008 hos  Wayback Machine
- Kommunens hjemmeside Arkiveret 6. december 2007 hos  Wayback Machine